# Cơ sở (tô pô)
Trong toán học, một cơ sở B của một không gian tô pô X là một tập hợp các tập con của X sao cho mỗi tập mở của {\displaystyle X} đều là hợp của các phần tử thuộc {\displaystyle B}.
Người ta cũng gọi một tập hợp các tập con có tiềm năng làm cơ sở cho một cấu trúc tô pô trên {\displaystyle X} là một cơ sở tô pô tiềm năng.
Một không gian tô pô có một cơ sở đếm được thì được gọi là đếm được bậc hai.

## Tính chất
Một tập hợp B các tập con của X là một cơ sở tô pô tiềm năng (i.e. tồn tại một cấu trúc tô pô trên X với cơ sở là B) khi và chỉ khi
1. Các phần tử của B phủ X.
2. Đặt B1, B2 là các phần tử của B và đặt I là giao của chúng. Thế thì với mọi x trong I, có một phần tử B3 của B chứa x sao cho B3 là tập con của I.

Đây là một công cụ quan trọng để xác định một cấu trúc tô pô trên một tập hợp nào đó.